# Сват
Сват (від прасл. *svatъ < *svojat) — особа, що робить пропозицію батькові дівчини від імені нареченого, а також так називають батьків молодих стосовно один одного. Зменшувальні форми слова «сват» — сватко́, свато́к, сва́тонько, свату́ньо. У «Словарі української мови» Б. Д. Грінченка поряд з формою свати засвідчена й архаїчна множина цього слова — сватове (за зразком типу відмінювання з основою на *-ŭ).

## У весільному обряді
В українському весільному обряді сват чи староста — людина, яка за дорученням того, хто хоче одружитися, або його рідних сватає обрану особу. В українців майже завжди сватів було двоє (у росіян тільки один, а в Орловській губернії сват бував як з боку нареченого, так і з боку нареченої; у німців теж було двоє сватів). Свати мали при собі палиці (посохи), що символізували їхні повноваження. На Слобідській Україні дівчина при згоді вручала сватам рушники, до родини молодого вони поверталися, перев'язавши себе рушниками.

## Свояцтво
У стосунках свояцтва сват — батько або родич одного з подружжя щодо батьків або родичів другого. Мати або родичка одного з подружжя щодо батьків або родичів другого називається свахою, батьки одного з подружжя стосовно батьків другого — свата́ми.

## Переносне значення
У переносному значенні слово «сват» вживається для позначення людини, що наполегливо пропонує когось на якусь посаду, умовляє взятися за якусь справу (ніби «сватає»). Вираз «бути сватами» (часто у формі майбутнього часу «будемо сватами») вживається при домовлянні з ким-небудь щодо влаштування когось на якусь роботу, щодо ціни під час торгування тощо.

## Приказки, мовні звороти
- Кум королю і сват міністру — людина, що поводиться підкреслено незалежно, бундючно.
- Ні (ані) сват, ні (ані) брат кому — зовсім чужа людина.
- В нашого свата всім одна хата
- Поки богат, то поти й сват (М. Номис)
- Сват — не сват аби добрий чоловік
- Сват сватом, брат братом, а гроші не рідня
- Не збирайся і в свати, як до вінця не вести
- Сватові перша чарка і перша палка